# Discovery (Schiff, 1971)
Die Discovery war ein Kreuzfahrtschiff, das 1970/71 von den Rheinstahl Nordseewerken in Emden als Island Venture für die Reederei Norwegian Cruiseships gebaut wurde.
Zwischen 1972 und 1999 fuhr sie für P&O Princess Cruises als Island Princess und diente zu dieser Zeit neben dem Schwesterschiff Pacific Princess als Ausweichschauplatz der amerikanischen TV-Serie Love Boat.

## Geschichte

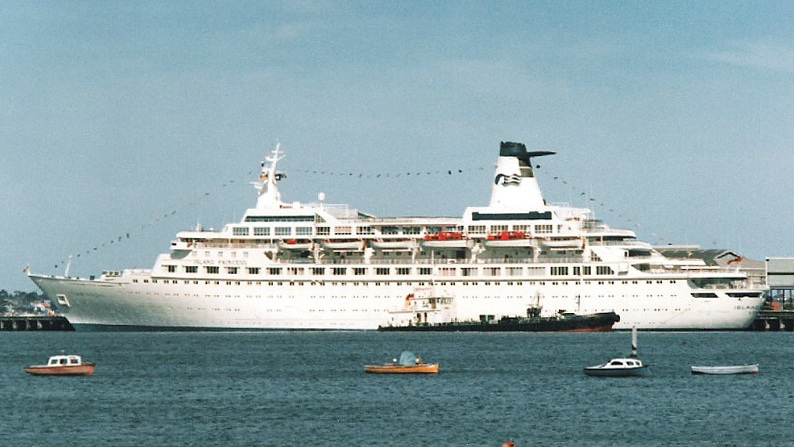
Die Island Princess, 1986

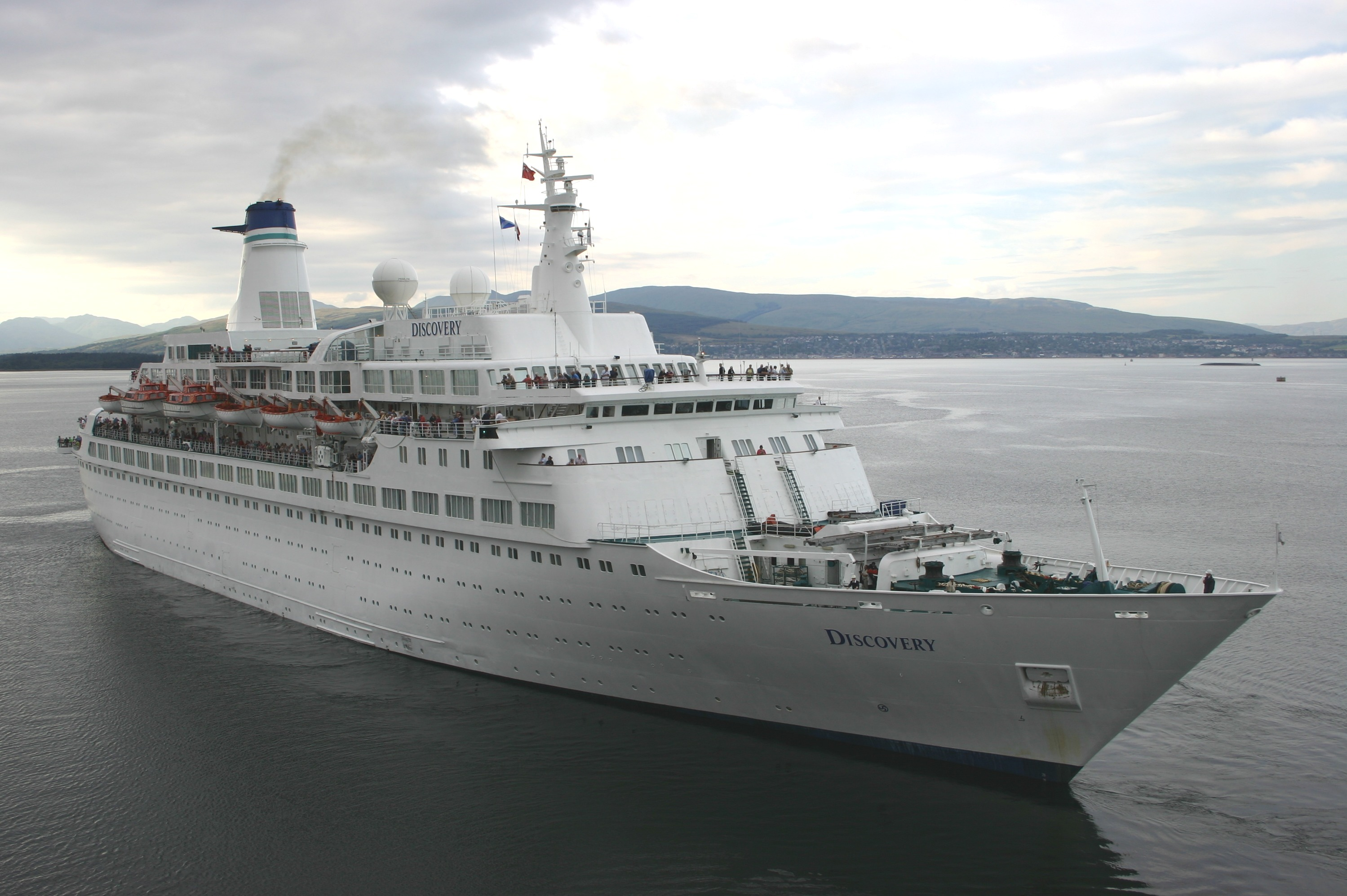
Die Discovery in Greenock, 2014

Der Bau des Schiffes wurde Ende der 1960er Jahre zusammen mit dem Schwesterschiff Sea Venture von der Reederei Norwegian Cruiseships bei den Nordseewerken in Auftrag gegeben. Norwegian Cruiseships gehörte je zur Hälfte dem norwegischen Reeder Øivind Lorentzen und der Osloer Reederei Fearnley & Eger. Schon während des Baus des ersten Schiffes zeigte sich eine solch massive Fehlkalkulation, dass ein Fertigbau zu den vereinbarten Bedingungen zur Schließung der Werft geführt hätte. Nachdem im Herbst 1969 mehrere Geschäftsführer der Werft wegen der hohen Millionenverluste entlassen wurden, gelang es der neuen Geschäftsführung unter dem Vorsitz Rainer Wollmanns in Nachverhandlungen höhere Preise durchzusetzen, woraufhin die Schiffe weitergebaut werden konnten.
Der Stapellauf der Island Venture fand am 6. März 1971 statt und die Taufe durch Rut Brandt folgte am 14. Dezember 1971 in Oslo. Am 4. Januar 1972 wurde das Schiff an den Auftraggeber Norwegian Cruiseships übergeben und ab 1972 auf Kreuzfahrten zwischen den USA und den Bermudas eingesetzt.
Im April 1975 wurde das Schiff zusammen mit dem Schwesterschiff Sea Venture an P&O Princess Cruises verkauft. Das Paar wurde in Pacific Princess und Island Princess umbenannt. Die Island Princess wurde 1999 an die Hyundai Merchant Marine Company verkauft und in  Hyundai Pungak umbenannt. Sie diente in der Folgezeit zum Transport südkoreanischer Pilger. Im Jahr 2001 erfolgte ein erneuter Verkauf an Fiducia Shipping und eine Umbenennung in Platinum.
Ende 2001 wurde die Discovery Cruises Eigentümer des Schiffs und im Jahr darauf änderte sich der Name auf Discovery. Ab 2004 fuhr das Schiff unter der Regie von V.Ships Leisure Sam und im Jahr 2005 wurde das Schiff auf die Gesellschaft Voyages of Discovery (All Leisure Group) übertragen. 2009 war Half Moon Island in den Südlichen Shetlandinseln Station einer Antarktis-Kreuzfahrt.
Von Februar 2013 bis Oktober 2014 fuhr das Schiff für Cruise & Maritime Voyages, wo das Schiff jedoch 2015 durch die Azores ersetzt wurde. Am 6. Oktober 2014 beendete das Schiff seine letzte Reise in Bristol. Die Discovery wurde im Oktober 2014 in Amen umbenannt und in St. Kitts und Nevis registriert. Am 16. Oktober 2014 gab der Eigentümer, die All Leisure Group, den Verkauf des Schiffes an die Liberty Resources Inc. of Nassau, Bahamas bekannt, die am 14. Oktober 2014 die bevorstehende Verschrottung bekanntgab. Am 8. Dezember wurde die Amen in Alang auf den Strand gesetzt und in der Folge verschrottet.

## DieIsland Princessals „Love Boat“
Neben der Pacific Princess, die in nahezu jeder Folge der ab 1977 in den USA ausgestrahlten ABC-Serie Love Boat gezeigt wurde, sah man häufiger auch das Schwesterschiff Island Princess sowie weitere Kreuzfahrtschiffe in der Serie. Der Begriff Love Boat wurde in der Werbung von Princess Cruises sehr stark herausgestellt.